# Nodularine
Les nodularines sont des cyanotoxines de types hépatotoxines. Ces molécules sont constituées de cinq acides aminés qui se rejoignent aux extrémités pour former une structure cyclique.

Structure moléculaire générale des nodularines.

Squelette de la nodularine : 1, Mdhb (N-méthyldéhydrobutyrine); 2, D-MeAsp (D-érythrométhyl-D-acide aspartique); 3, Z (variable); 4, Adda (acide (2S, 3S, 8S, 9S)-3-amino-9-méthoxy-2-6-8-triméthyl-10-phényldéca-4,6-diènoïque); 5 D-glutamate. R1 et R2 sont H (déméthylmicrocystines) ou CH3.
Jusqu’à maintenant, huit variantes ont été décelées et elles sont présentées au tableau suivant où on peut voir les différences structurelles qui les caractérisent.
| 1    | 2     | 3   | 4      | 5     |
| ---- | ----- | --- | ------ | ----- |
| Mdhb | MeAsp | Arg | Adda   | Glu   |
| Mdhb | Asp   | Arg | Adda   | Glu   |
| Mdhb | MeAsp | Arg | DMAdda | Glu   |
| Mdhb | MeAsp | Arg | MeAdda | Glu   |
| Dhb  | MeAsp | Arg | Adda   | Glu   |
| Mdhb | MeAsp | Arg | Adda   | MeGlu |
| Mdhb | MeAsp | Har | Adda   | Glu   |
| Mdhb | MeAsp | Val | Adda   | Glu   |

Selon leur composition, les nodularines présentent une gamme de poids moléculaires se situant autour de 800 Da. Ces molécules sont très solubles dans l’eau et peu volatiles. À cause leurs structures cycliques, elles sont très résistantes face aux conditions ambiantes et elles tolèrent différentes conditions de pH et de températures.
La nodularine R est la forme la plus commune .

## Toxicité
Comme les microcystines, les nodularines sont des inhibiteurs de protéines de types phosphatases (PP1 ou PP2A) qui exécutent la déphosphorylation de phosphoprotéines intracellulaires eucaryotes. Leur inhibition entraîne un dérèglement de la structure de la cellule résultant en la nécrose de celle-ci. Une nécrose massive des hépatocytes entraîne une hémorragie interne et ultimement la mort. Contrairement aux microcystines qui sont reconnues comme des promoteurs tumoraux, les nodularines sont directement carcinogènes.
La toxicité des différentes variantes de la nodularine n’est pas la même et elle serait dépendante de la méthylation de certains acides aminés. Lorsque l’entité Adda est méthylée, la toxicité de la nodularine diminue considérablement, suggérant que cette partie de la molécule est le site d’interaction majeur avec les phosphatases. De plus, la forme linéaire des microcystines est reconnue pour être cent fois moins toxique.